# Holzminden
Holzminden település Németországban, azon belül Alsó-Szászország tartományban. Lakosainak száma 20 217 fő (2023. december 31.). Holzminden Höxter és Fürstenberg községekkel határos.

## Népesség
A település népességének változása:
| Lakosok száma | 20 189 | 20 132 | 19 998 | 19 745 | 20 120 | 20 217 |
|               | 2016   | 2017   | 2019   | 2021   | 2022   | 2023   |